# Pseudochaeta nitens
Pseudochaeta nitens är en tvåvingeart som beskrevs av Thompson 1964. Pseudochaeta nitens ingår i släktet Pseudochaeta och familjen parasitflugor. Inga underarter finns listade i Catalogue of Life.